# مايكل نيدريغ
مايكل نيدريغ (بالألمانية: Michael Niedrig)‏ (مواليد 12 يناير 1980 في كولونيا - ألمانيا) لاعب كرة قدم ألماني يلعب حاليا لصالح نادي الدرجة الأولى كولن الألماني منذ 1999 في مركز الوسط المحوري .

## روابط خارجية
- مايكل نيدريغ على موقع قاعدة بيانات كرة القدم.إي يو (الإنجليزية)
- مايكل نيدريغ على موقع بيانات كرة القدم. دي إي (الألمانية)
- مايكل نيدريغ على موقع عالم كرة القدم.نت (الإنجليزية)
- مايكل نيدريغ على موقع كووورة